# Bogumiła Sawa
Bogumiła Sawa (ur. 1940 w Kamionce, zm. 27 maja 2020 w Zamościu) – polska historyczka, doktor nauk humanistycznych w zakresie historii, regionalistka, zasłużona dla Zamościa.

## Życiorys
Była wnuczką Austriaczki, córki zamojskiej nauczycielki oraz urzędnika, jednocześnie aktora amatora.
W Zamościu zamieszkała w 1951. W 1957 skończyła Liceum Ogólnokształcące im. Jana Zamoyskiego. Studiowała historię na Uniwersytecie Marii Curie-Skłodowskiej (1957–1959) i Uniwersytecie Warszawskim (1959–1962). W 1978 na Uniwersytecie Marii Curie-Skłodowskiej obroniła pracę doktorską Przemiany miasta Zamościa w latach 1772–1866. Promotorem był prof. Tadeusz Mencel.
Od 1962 pracowała jako bibliotekarka i nauczycielka historii oraz j. francuskiego w I LO w Zamościu. Następne 12 lat poświęciła pracy jako dokumentalistka w Zamojskim Oddziale Państwowego Przedsiębiorstwa Pracowni Konserwacji Zabytków. Pracowała też jako korektorka w „Kronice Tygodnia”. W latach 90. prowadziła działalność wydawniczą.
Od 1973, kiedy zaczęła publikować, napisała ponad 200 tekstów. Było wśród nich 6 książek (m.in. publikacje poświęcone szkolnictwu w Zamościu, dwutomowe dzieło Zamość 1772–1866 wydane w 2018 jej własnym kosztem oraz Noce i dnie Zamościa XVI–XX w., t. 1 (2018)), a także cenione studia historyczno-architektoniczne dotyczące Zamościa i jego przedmieść. Prowadziła kwerendy archiwalne, dzięki którym poznane zostały staropolskie i XIX-wieczne dzieje Zamościa. Publikacje podpisywała jako Bogumiła Sawa, Bogumiła Sroczyńska lub Bogumiła Sawa-Sroczyńska.
Była prezeską Towarzystwa Przyjaciół Zamościa i sekretarką Zamojskiego Towarzystwa Przyjaciół Nauk. W 2017 została uhonorowana Medalem „Zasłużony dla Zamościa”.
W latach 80. weszła w skład grupy inicjatorów budowy pomnika założyciela miasta Jana Zamoyskiego (w 1986 powołano Społeczny Komitet Budowy Pomnika). Do grupy należały osoby prywatne oraz przedstawiciele instytucji miasta. W 1988 Bogumiła Sawa sama ofiarowała 150 tys. zł na budowę pomnika, mimo że urządzano zbiórki publiczne. W 2005 pomnik został odsłonięty.
Bogumiła Sawa odkryła rysunki attyki na kamienicy przy Rynku Wielkim nr 5a (Dom Pański zwany Kamienicą Greka) w Zamościu. W 2006 z własnych oszczędności (4,5 tys. zł) sfinansowała projekt architektoniczny, co pozwoliło na rekonstrukcję attyki.
Za jej życia nie udało się doprowadzić do rekonstrukcji zabytkowej barokowej studni na zamojskim rynku, o którą zabiegała. W testamencie wskazała, że przekazuje wszystkie dobra na cele promocji i ochrony dziedzictwa Zamościa, w tym realizację wspomnianej rekonstrukcji. Spoczęła na cmentarzu parafialnym w Zamościu.